# Ernst Haefliger
Ernst Haefliger (Davos, 6 de julio de 1919 - 17 de marzo de 2007) fue un tenor suizo.

## Biografía
Estudió canto y violín en Zúrich y perfeccionó su técnica con el tenor Julius Patzak en Viena. Debutó en 1942 en Ginebra, donde había sido alumno de Fernando Capri. De 1943 a 1952 formó parte de la Ópera de Zúrich y después (y hasta 1974) de la Ópera de Berlín. Actuó regularmente en los mejores teatros de Europa, Estados Unidos y Japón y ha intervenido en numerosas grabaciones discográficas. Sus hijos son el pianista Andreas Haefliger y el director del Festival de Lucerna, Michael Haefliger. 

## Repertorio
Reputado intérprete de lied, ópera y oratorio, se le recuerda especialmente por sus versiones de las cantatas y pasiones de Johann Sebastian Bach, sobre todo por la Pasión según San Mateo, donde cantaba con excelencia al Evangelista. Participó en grabaciones de las obras bachianas bajo la batuta de grandes directores como Eugen Jochum, Karl Richter o Lorin Maazel, entre otros. También destacó en la interpretación de las obras sacras de Mozart (sus Misas y el Réquiem). Gran intérprete de lied, grabó tardíamente su versión del Viaje de invierno de Franz Schubert. 
En el campo operístico, destaca su colaboración con el gran director Ferenc Fricsay, con el que realizó varias grabaciones (Haefliger formaba parte de su "equipo" de cantantes favoritos, entre los que se contaban Maria Stader, Hertha Töpper y Dietrich Fischer-Dieskau). Destacan especialmente las grabaciones mozartianas de La flauta mágica y Don Giovanni.

## Características
Haefliger es un tenor lírico, no dramático. Su voz se caracteriza por su gran claridad y belleza, pero no por potencia (en esto se asemeja a Maria Stader, cantante con la que cantó a menudo bajo la batuta de Fricsay). Sus interpretaciones operísticas más celebradas son los papeles de Don Ottavio (en el Don Giovanni de Mozart) y Florestan (de Fidelio de Beethoven), donde convence más por su elegancia que por el vigor con el que afrontan el papel otros cantantes (como, por ejemplo, Jon Vickers).

## Premios y reconocimientos
- 1956: Deutscher Kritikerpreis
- 1957: Chapel Gold Medal (Gran Bretaña)
- Berliner Kammersänger
- Bundesverdienstkreuz
- Ernst Haefliger es miembro honorífico de la Hochschule für Musik und Theater de Múnich.

## Publicaciones
- Die Singstimme. Ed. Hallwag, Berna, 1983 (reeditado con el título Die Kunst des Gesangs: Geschichte - Technik - Repertoire, Schott, 2000)